# Sweet Dreams (Beyoncé)
Sweet Dreams is een nummer van de Amerikaanse zangeres Beyoncé. Het nummer is uitgebracht als vierde wereldwijde single van haar derde studioalbum I Am... Sasha Fierce in 2009.

## Achtergrond
Het nummer was al gelekt voordat het album uitgebracht werd en had toen de titel Beautiful Nightmare. Toen het album uitkwam, werd de titel veranderd naar de huidige titel Sweet Dreams. In Nederland is het nummer de vierde single van I Am... Sasha Fierce na If I Were a Boy, Single Ladies (Put a Ring on It) en Halo. Net als Single Ladies komt Sweet Dreams van de cd Sasha Fierce, terwijl de andere twee nummers van I Am komen. In de Verenigde Staten werd Sweet Dreams als zesde single uitgebracht, daar kwamen ook Diva en Ego uit op single.
In Nederland werd Sweet Dreams door Radio 538 gekozen als Alarmschijf.

## Videoclip
De videoclip van het nummer werd geregisseerd door Adria Petty, die ook Mercy van Duffy regisseerde.

## Hitnotering
| "Sweet Dreams" in de Nederlandse Top 40 binnen: 13-06-2009 | "Sweet Dreams" in de Nederlandse Top 40 binnen: 13-06-2009 | "Sweet Dreams" in de Nederlandse Top 40 binnen: 13-06-2009 | "Sweet Dreams" in de Nederlandse Top 40 binnen: 13-06-2009 | "Sweet Dreams" in de Nederlandse Top 40 binnen: 13-06-2009 | "Sweet Dreams" in de Nederlandse Top 40 binnen: 13-06-2009 | "Sweet Dreams" in de Nederlandse Top 40 binnen: 13-06-2009 | "Sweet Dreams" in de Nederlandse Top 40 binnen: 13-06-2009 |
| Week                                                       | 1                                                          | 2                                                          | 3                                                          | 4                                                          | 5                                                          | 6                                                          |                                                            |
| ---------------------------------------------------------- | ---------------------------------------------------------- | ---------------------------------------------------------- | ---------------------------------------------------------- | ---------------------------------------------------------- | ---------------------------------------------------------- | ---------------------------------------------------------- | ---------------------------------------------------------- |
| Nummer                                                     | 35                                                         | 29                                                         | 26                                                         | 30                                                         | 27                                                         | 36                                                         | uit                                                        |

| "Sweet Dreams" in de Vlaamse Ultratop 50 - binnen: 05-09-2009 | "Sweet Dreams" in de Vlaamse Ultratop 50 - binnen: 05-09-2009 | "Sweet Dreams" in de Vlaamse Ultratop 50 - binnen: 05-09-2009 | "Sweet Dreams" in de Vlaamse Ultratop 50 - binnen: 05-09-2009 | "Sweet Dreams" in de Vlaamse Ultratop 50 - binnen: 05-09-2009 | "Sweet Dreams" in de Vlaamse Ultratop 50 - binnen: 05-09-2009 | "Sweet Dreams" in de Vlaamse Ultratop 50 - binnen: 05-09-2009 | "Sweet Dreams" in de Vlaamse Ultratop 50 - binnen: 05-09-2009 | "Sweet Dreams" in de Vlaamse Ultratop 50 - binnen: 05-09-2009 | "Sweet Dreams" in de Vlaamse Ultratop 50 - binnen: 05-09-2009 | "Sweet Dreams" in de Vlaamse Ultratop 50 - binnen: 05-09-2009 | "Sweet Dreams" in de Vlaamse Ultratop 50 - binnen: 05-09-2009 | "Sweet Dreams" in de Vlaamse Ultratop 50 - binnen: 05-09-2009 | "Sweet Dreams" in de Vlaamse Ultratop 50 - binnen: 05-09-2009 | "Sweet Dreams" in de Vlaamse Ultratop 50 - binnen: 05-09-2009 |
| Week                                                          | 1                                                             | 2                                                             | 3                                                             | 4                                                             | 5                                                             | 6                                                             | 7                                                             | 8                                                             | 9                                                             | 10                                                            | 11                                                            | 12                                                            | 13                                                            |                                                               |
| ------------------------------------------------------------- | ------------------------------------------------------------- | ------------------------------------------------------------- | ------------------------------------------------------------- | ------------------------------------------------------------- | ------------------------------------------------------------- | ------------------------------------------------------------- | ------------------------------------------------------------- | ------------------------------------------------------------- | ------------------------------------------------------------- | ------------------------------------------------------------- | ------------------------------------------------------------- | ------------------------------------------------------------- | ------------------------------------------------------------- | ------------------------------------------------------------- |
| Nummer                                                        | 32                                                            | 35                                                            | 24                                                            | 28                                                            | 31                                                            | 32                                                            | 35                                                            | 27                                                            | 37                                                            | 38                                                            | 32                                                            | 39                                                            | 47                                                            | uit                                                           |